# 三幣利夫
三幣 利夫（さんぺい としお）は、日本の実業家。中東住友商事社長を経て、敬愛大学学長兼学校法人千葉敬愛学園理事長。日本貿易会常務理事、日本貿易振興機構監事、国際社会貢献センター理事長等も務めた。

## 人物・経歴
千葉県出身。千葉県立安房高等学校を経て、1968年一橋大学経済学部卒業。外交官の岡本行夫は大学の同級生。大学卒業後住友商事に入社。アメリカ合衆国、カナダ、イラン、バーレーン等に駐在し、ドバイでは中東支配人を務めた。
中東住友商事会社社長兼住友商事理事中東支配人兼バグダッド事務所長を経て、2006年から2010年まで社団法人日本貿易会常務理事。2007年から2011年まで独立行政法人日本貿易振興機構監事。特定非営利活動法人国際社会貢献センター理事長、経済産業省産業構造審議会環境部会容器包装リサイクルワーキンググループ委員、財団法人ふるさと財団地域振興助成策審議委員等も務めた。
2012年から敬愛大学学長を務め、グローバル化への対応や地域貢献などのため、英語教育開発センターや教職センターの設立などを行った。2013年から学校法人千葉敬愛学園理事長兼務。2017年には神崎町との間で教育分野での相互協力連携協定を締結。また敬愛大学国際学部国際学科教授として「千葉学Ⅲ」や「地域企業マネジメント論」も担当。

## 著作
- 「躍進する国際都市ドバイ」日本貿易会月報 (642) 2006年
- 「貿易投資 関係情報 ドバイ最新事情」日本貿易会月報 (668) 2009年
- 「地域交流促進で経済活性化」 内外教育 / 時事通信社 [編] (6452) 2015年
- 「地（知）の拠点としての研究機関」敬愛大学総合地域研究所 2016年
- 「千葉発地域創生：愛媛県今治市の事例に学ぶ」敬愛大学総合地域研究所 2016年